# Andrej Medvedev
Andrej Alekseevič Medvedev (in russo Андрей Алексеевич Медведев?; traslitterazione anglosassone Andrey Alekseyevich Medvedev; Dmitrov, 14 ottobre 1993) è uno slittinista russo.

## Biografia
Ha iniziato a gareggiare per la nazionale russa nelle varie categorie giovanili nella specialità del doppio in coppia con Andrej Bogdanov, ottenendo, quali migliori risultati, per due volte il secondo posto nella classifica finale della Coppa del Mondo juniores nel 2010/11 e nel 2011/12, nonché una medaglia d'argento ai mondiali juniores di Schönau am Königssee 2012 nella gara a squadre e quella di bronzo agli europei di categoria di Igls 2011 nel doppio.
A livello assoluto ha esordito in Coppa del Mondo nella stagione 2012/13 ed ottiene il primo podio il 6 febbraio 2016 a Soči (secondo nel doppio) e la sua prima vittoria il giorno successivo nella gara a squadre. In classifica generale detiene come miglior risultato l'ottavo posto nella specialità del doppio nel 2015/16.
Ha preso parte a una edizione dei Giochi olimpici invernali, a Pyeongchang 2018, occasione in cui ha colto la sedicesima piazza nel doppio.
Ha preso parte altresì a due edizioni dei campionati mondiali conquistando una medaglia d'argento nella gara a squadre a Sigulda 2015, mentre nella specialità biposto il suo miglior risultato è stato la settima posizione raggiunta nella stessa edizione del 2015; sempre nel 2015 ha inoltre conseguito la medaglia d'oro nella speciale classifica riservata agli under 23 più un'altra di bronzo nella stessa categoria a Whistler 2013.
Nelle rassegne continentali il suo più importante piazzamento è stato l'ottavo posto a Soči 2015 nella gara del doppio.

## Palmarès

### Mondiali
- 1 medaglia:
  - 1 argento (gara a squadre a Sigulda 2015).

### Mondiali under 23
- 2 medaglie:
  - 1 oro (singolo a Sigulda 2015);
  - 1 bronzo (singolo a Whistler 2013).

### Mondiali juniores
- 1 medaglia:
  - 1 argento (gara a squadre a Schönau am Königssee 2012).

### Europei juniores
- 1 medaglia:
  - 1 bronzo (doppio ad Igls 2011).

### Coppa del Mondo
- Miglior piazzamento in classifica generale nel doppio: 8° nel 2015/16.
- 5 podi (1 nel doppio e 4 nelle gare a squadre):
  - 1 vittoria (nelle gare a squadre);
  - 2 secondi posti (1 nel doppio e 1 nelle gare a squadre);
  - 2 terzi posti (nelle gare a squadre).

#### Coppa del Mondo - vittorie
| Data            | Luogo | Paese  | Disciplina                                                              |
| --------------- | ----- | ------ | ----------------------------------------------------------------------- |
| 7 febbraio 2016 | Soči  | Russia | Gara a squadre con Tat'jana Ivanova, Semën Pavličenko e Andrej Bogdanov |

### Coppa del Mondo juniores
- Miglior piazzamento in classifica generale nel doppio: 2° nel 2010/11 e nel 2011/12.